# Selecció de futbol de Nigèria
La Selecció de futbol de Nigèria és l'equip representatiu del país a les competicions oficials. Està dirigida per l'Associació de Futbol de Nigèria (en anglès, Nigeria Football Association), pertanyent a la CAF.
És una selecció amb bastant història internacional, especialment des de la seva primera aparició a una Copa del Món en 1994. Els seus majors assoliments internacionals són la victòria als Jocs Olímpics d'Atlanta 1996 vencent ni més ni menys que a Argentina i avançar a les Copes del Món de 1994 i 1998, on va aconseguir el passatge a vuitens de final, malgrat que després seria eliminada per Itàlia i Dinamarca respectivament. Quant a les competicions continentals, va guanyar en dues ocasions la Copa d'Àfrica de Nacions, en els anys 1980 i 1994. També ha assolit el títol a la Copa del Món Sub-17 el 1985 i 1993, a més de participacions destacades a la Copa del Món Sub-20, on ha obtingut dos subcampionats.

## Estadístiques
- Participacions en la Copa del Món = 3
- Primera Copa del Món = 1994
- Millor resultat a la Copa del Món = Vuitens de final (1994 i 1998)
- Participacions en la Copa d'Àfrica = 15
- Primera Copa d'Àfrica = 1963
- Millor resultat a la Copa d'Àfrica = Campió (1980 i 1994)
- Participacions olímpiques = 8
- Primers Jocs Olímpics = 1968
- Millor resultat olímpic =  Medalla d'or (1996)

## Competicions internacionals

### Participacions en la Copa del Món
- Des de 1930 a 1958 - No participà
- 1962 - No es classificà
- 1966 - Retirada
- Des de 1970 a 1990 - No es classificà
- 1994 - Vuitens de final
- 1998 - Vuitens de final
- 2002 - Primera fase
- 2006 - No es classificà
- 2010 - Primera fase
- 2014 - Vuitens de final
- 2018 - Primera fase

### Copa del Món de Futbol de 2018

#### Fase de grups
| Pos | Equip     | PJ | PG | PE | PP | GF | GC | DG | Pts | Classificació        |
| --- | --------- | -- | -- | -- | -- | -- | -- | -- | --- | -------------------- |
| 1   | Croàcia   | 3  | 3  | 0  | 0  | 7  | 1  | +6 | 9   | Avança a segona fase |
| 2   | Argentina | 3  | 1  | 1  | 1  | 3  | 5  | −2 | 4   | Avança a segona fase |
| 3   | Nigèria   | 3  | 1  | 0  | 2  | 3  | 4  | −1 | 3   |                      |
| 4   | Islàndia  | 3  | 0  | 1  | 2  | 2  | 5  | −3 | 1   |                      |

| Croàcia                            | 2–0     | Nigèria |
| ---------------------------------- | ------- | ------- |
| Etebo 32' (p.p.) · Modrić 71' (p.) | Informe |         |

| Nigèria       | 2–0     | Islàndia |
| ------------- | ------- | -------- |
| Musa 49', 75' | Informe |          |

| Nigèria        | 1–2     | Argentina            |
| -------------- | ------- | -------------------- |
| Moses 51' (p.) | Informe | Messi 14' · Rojo 86' |

### Participacions en la Copa d'Àfrica
| - 1957 - No participà - 1959 - No participà - 1962 - Retirada - 1963 - Primera fase - 1965 - No participà - 1968 - No es classificà - 1970 - Retirada - 1972 - No es classificà - 1974 - No es classificà - 1976 - Semifinals - 3r lloc - 1978 - Semifinals - 3r lloc - 1980 - Campió - 1982 - Primera fase - 1984 - Final - 2n lloc |  | - 1986 - No es classificà - 1988 - Final - 2n lloc - 1990 - Final - 2n lloc - 1992 - Semifinals - 3r lloc - 1994 - Campió - 1996 - Retirada - 1998 - Desqualificada per la retirada de 1996 - 2000 - Final - 2n lloc - 2002 - Semifinals - 3r lloc - 2004 - Semifinals - 3r lloc - 2006 - Semifinals - 3r lloc - 2008 - Quarts de final - 2010 - Semifinals - 3r lloc - 2012 - No es classificà - 2013 - Campió - 2015 a 2017 - No es classificà |

### Participacions en la Copa de Confederacions
- 1995 - 4t lloc

## Equip
Els següents 23 jugadors han estat convocats per la Copa del Món 2014
| Dorsal | Posició | Jugador            | Data de naixement/edat | Partits | Gols | Club               |
| ------ | ------- | ------------------ | ---------------------- | ------- | ---- | ------------------ |
|        | POR     | Vincent Enyeama    | 29 d'agost de 1982     | 91      | 0    | Lille              |
|        | POR     | Austin Ejide       | 8 d'abril de 1984      | 32      | 0    | Hapoel Be'er Sheva |
|        | POR     | Chigozie Agbim     | 28 de novembre de 1984 | 11      | 0    | Gombe United       |
|        | DEF     | Joseph Yobo        | 6 de setembre de 1980  | 97      | 7    | Norwich City       |
|        | DEF     | Elderson Echiéjilé | 20 de gener de 1988    | 42      | 2    | Monaco             |
|        | DEF     | Efe Ambrose        | 18 d'octubre de 1988   | 37      | 1    | Celtic             |
|        | DEF     | Godfrey Oboabona   | 16 d'agost de 1990     | 36      | 1    | Çaykur Rizespor    |
|        | DEF     | Azubuike Egwuekwe  | 16 de juliol de 1989   | 32      | 0    | Warri Wolves       |
|        | DEF     | Kenneth Omeruo     | 17 d'octubre de 1993   | 17      | 0    | Middlesbrough      |
|        | DEF     | Juwon Oshaniwa     | 14 de setembre de 1990 | 11      | 0    | Ashdod             |
|        | DEF     | Kunle Odunlami     | 5 de març de 1990      | 10      | 0    | Sunshine Stars     |
|        | MIG     | John Obi Mikel     | 22 d'abril de 1987     | 60      | 4    | Chelsea            |
|        | MIG     | Victor Moses       | 12 de desembre de 1990 | 21      | 7    | Liverpool          |
|        | MIG     | Ogenyi Onazi       | 25 de desembre de 1992 | 21      | 1    | Lazio              |
|        | MIG     | Reuben Gabriel     | 25 de setembre de 1990 | 12      | 1    | Waasland-Beveren   |
|        | MIG     | Michel Babatunde   | 24 de desembre de 1992 | 5       | 0    | Volyn Lutsk        |
|        | MIG     | Ramon Azeez        | 12 de desembre de 1992 | 2       | 0    | Almería            |
|        | DAV     | Peter Odemwingie   | 15 de juliol de 1981   | 61      | 10   | Stoke City         |
|        | DAV     | Ahmed Musa         | 14 d'octubre de 1992   | 35      | 5    | CSKA Moscow        |
|        | DAV     | Emmanuel Emenike   | 10 de maig de 1987     | 23      | 10   | Fenerbahçe         |
|        | DAV     | Uche Nwofor        | 28 de febrer de 1989   | 6       | 3    | Heerenveen         |
|        | DAV     | Shola Ameobi       | 12 d'octubre de 1981   | 7       | 2    | sense equip        |
|        | DAV     | Michael Uchebo     | 2 de febrer de 1990    | 4       | 1    | Cercle Brugge      |

## Jugadors històrics
| - Julius Aghahowa - Daniel Amokachi - Emmanuel Amunike - Tijani Babangida - Celestine Babayaro - Christian Chukwu - Finidi George | - Victor Ikpeba - Nwankwo Kanu - Stephen Keshi - Mudashiru Lawal - Obafemi Martins - James Obiorah - Segun Odegbami | - Peter Odemwingie - Jay-Jay Okocha - Sunday Oliseh - Taribo West - Aiyegbeni Yakubu - Rashidi Yekini |